# Andy Malfoy
Andy Malfoy, né le 09 Février 2001, est un copilote de rallye français.
il est le copilote principale de Stéphane Lefebvre, mais il a été aussi le copilote d'autres pilotes français de renom comme Mathieu Franceschi et Thibault Habouzit.

## Biographie
Andy Malfoy commence sa carrière en tant que copilote de rallye en 2017 au coté de Thomas Caron, par le 57ème Rallye du Touquet - Pas-de-Calais, a bord d'une Renault 5 GT Turbo. Il termine le rallye à la 61ème place au classement général.
Il a pris part à 133 rallyes (dont 7 en Championnat du Monde, 13 en Championnat d'Europe, 14 en Championnat de France asphalte, 10 en Championnat de France terre, 3 en Championnat de Belgique, 1 en Championnat de Grèce et 3 en Championnat de Suisse) pour 11 victoires et 33 abandons.